# سلطان‌بکوو (شهرستان دیورتیولینسکی، باشقیرستان)
سلطان‌بکوو (انگلیسی: Sultanbekovo, Dyurtyulinsky District, Republic of Bashkortostan) یک شهرک در شهرستان دیورتیورلینسکی در استان باشقیرستان کشور روسیه است.